# Ferenc Gyurcsány
Dans le nom hongrois Gyurcsány Ferenc, le nom de famille précède le prénom, mais cet article utilise l’ordre habituel en français Ferenc Gyurcsány, où le prénom précède le nom.
Ferenc Gyurcsány ([ˈfɛrɛnt͡s ˈɟurt͡ʃaːɲ], ), né le 4 juin 1961 à Pápa dans la province occidentale de Veszprém, est un homme d'État hongrois, ancien membre du Parti socialiste hongrois (MSzP) et notamment Premier ministre de 2004 à 2009. 
De 2011 à 2025, il a été à la tête de la Coalition démocratique, un parti de centre gauche en rupture avec le MSzP dont il est issu.

## Biographie

### Études et premier engagement politique
En 1984, il finit ses études d'instituteur, et entreprend des études d'économie à l'université Janus Pannonius de Pécs. Il en sort diplômé en 1990.
Ferenc Gyurcsány commence sa carrière politique dans la fédération hongroise de la jeunesse communiste (Kommunista Ifjúsági Szövetség, KISz) avant de devenir vice-président de la DEMISz (Demokratikus Ifjúsági Szövetség), l'association des jeunes démocrates de Hongrie qui est le légataire du KISz.

### Chef d'entreprise, puis ministre des Sports
À partir du retour de la Hongrie à la démocratie en 1990, Gyurcsány se lance dans le commerce et fonde plusieurs entreprises prospères dont ALTUS. Il bâtit sa fortune notamment en rachetant des entreprises publiques et des propriétés de l'ancien Parti communiste. Ces activités lui permettent de devenir la cinquantième personne la plus riche du pays en 1992 avec une fortune estimée à 14 millions d'euros. Il réside sur la colline des Roses à Budapest, quartier privilégié de l'ex-nomenklatura communiste.
Il revient à la politique en 2002 en tant que conseiller stratégique de l'ancien ministre des Finances Péter Medgyessy, président du MSzP, premier parti d'opposition. Après le retour au pouvoir du MSzP le 21 avril 2002, Gyurcsány obtient le poste de ministre de la Jeunesse, des Sports et de l'Enfance. Il s'implante localement en devenant le président du MSzP pour la région occidentale de Győr-Moson-Sopron en janvier 2004.

### Premier ministre

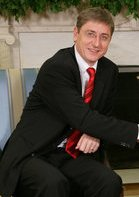
Ferenc Gyurcsány à la Maison-Blanche en 2005.

À l'été 2004, Gyurcsány cache de moins en moins ses ambitions primo-ministérielle et Medgyessy, essayant de montrer son autorité, le fait démissionner de ses fonctions. En moins d'une semaine, le Premier ministre, qui souhaite alors remanier le gouvernement de coalition MSzP-SzDSz et remplacer le ministre de l'Économie SzDSz István Csillag, entre dans une vive polémique avec le parti SzDSz, l'accuse de corruption, perd sa confiance et doit finalement démissionner. Gyurcsány est choisi par la coalition pour devenir Premier ministre par intérim le 25 août et investi le 29 septembre.
La coalition entre MSzP et SzDSz voit Gyurcsány véhiculer l'image d'une Hongrie jeune, « moderne », tournée vers l'Occident. Gyurcsány affiche un style de gouvernement actif et communicatif (sans pour autant modifier la politique de son prédécesseur). Cela peut redorer le blason des partis gouvernementaux qui se traînent dans les sondages face à l'opposition et le Fidesz qui est crédité de 50 % d'intentions de vote contre 25 % pour le MSzP.

### Un second mandat historique et la chute
Le 23 avril 2006, il devient le premier chef de gouvernement hongrois à obtenir un second mandat, depuis la chute du régime communiste, en 1989. La coalition socialiste-libérale qu'il dirige remporte 209 des 386 sièges du Parlement au deuxième tour des élections. Mais le 17 septembre 2006, la radio publique hongroise diffuse une déclaration prononcée au cours d'une réunion à huis clos de son parti en mai 2006 dans laquelle il admet avoir menti sur l'état des finances du pays pour se faire réélire . 

Ferenc Gyurcsány avouait notamment :
« Nous avons merdé […]. Personne en Europe n'a fait de pareilles conneries, sauf nous […]. Il est évident que nous avons menti tout au long des dix-huit derniers mois […]
Nous avons tout fait pour garder secret en fin de campagne électorale ce dont le pays a vraiment besoin, ce que nous comptions faire après la victoire électorale : nous le savions tous, après la victoire, il faut se mettre au travail, car nous n'avons jamais eu de problème de cette envergure [...] Vous ne pouvez pas me citer une seule mesure gouvernementale dont nous puissions être fiers si ce n'est de nous être accrochés au pouvoir. »
Ces déclarations sont à l'origine de violentes manifestations contre le Premier ministre, menées par l'opposition parlementaire de droite du Fidesz, le parti Jobbik et le groupe plus radical HVIM. Il se dit alors prêt à « rétablir l'ordre par tous les moyens ». 
En dépit de ces manifestations qui sont les pires émeutes qu'a connu la Hongrie depuis la fin du communisme, Ferenc Gyurcsany décide de ne pas démissionner. Sous pression de Bruxelles, le gouvernement est contraint d'annoncer des mesures d'austérité très impopulaires - notamment hausses d'impôts et baisses des subventions - pour réduire le déficit public record du pays, dans la perspective d'une adoption de l'euro.
La mobilisation des syndicats le contraint à organiser un referendum — qu'il perd — sur son projet d'instaurer des droits d’entrée à l’université et de relever les tarifs de santé.

### Démission

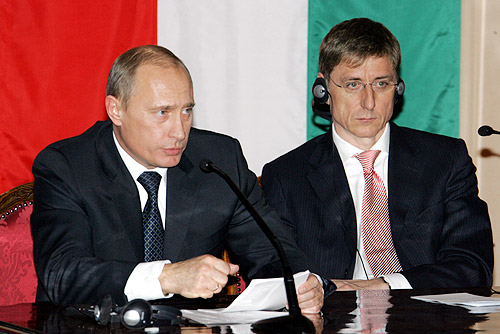
Conférence de presse avec Vladimir Poutine, 27 février 2006

Affaibli par la crise, alors que son gouvernement est contraint de recourir à l’aide du FMI, la Hongrie étant dans une situation économique critique, il annonce son intention de démissionner. L'effondrement de l'économie hongroise est particulièrement forte, car fondée sur les investissements étrangers et sur des emprunts libellés en euros et en francs suisses. Ferenc Gyurcsány enregistre alors la pire cote de popularité (23 %) qu'ait jamais connue un dirigeant de la Hongrie postcommuniste. Il est remplacé le 14 avril 2009 par le ministre de l'Économie, Gordon Bajnai, un ancien entrepreneur sans étiquette, au moyen de l'adoption d'une motion de censure constructive par 204 voix contre 8, l'opposition n'ayant pas pris part au vote. 
Depuis 2006, il est le président du laboratoire d'idées de la gauche hongroise : la Fondation Mihály Táncsics.

### Scission
En 2011, il quitte le MSzP et fonde la Coalition démocratique (DK), qui défend une ligne sociale-libérale, contrairement au Parti socialiste, qui se classe désormais plus à gauche. DK obtient son meilleur score aux élections européennes de 2019 avec 16,05 % des suffrages exprimés.

### Vie privée
Ferenc Gyurcsány a été marié trois fois. D'abord à Beatrix Rozs, qu'il a connue sur les bancs de l'école. Ensuite à Edina Bognár dont il a eu deux enfants : Péter (né en 1988) et Bálint (né en 1990). Depuis 1994, il vit avec Klára Dobrev, vice-présidente du Parlement européen, dont il a trois enfants : Anna (née en 1996), Tamás (né en 1997) et Márton (né en 2015).

## Distinctions
- Grand-croix de l'ordre d'Isabelle la Catholique